# Тарасівка (Почино-Софіївський старостинський округ)
Тара́сівка — село в Україні, в Магдалинівській селищній громаді Самарівського району Дніпропетровської області. Населення за переписом 2001 року становить 64 особи. Орган місцевого самоврядування - Почино-Софіївський старостинський округ Магдалинівської селищної ради.

## Географія
Село Тарасівка знаходиться за 1,5 км від лівого берега річки Кільчень, за 2 км від села Мар'ївка.